# Герцогство Тюрингия
Герцогство Тюрингия (нем. Herzogtum Thüringen) — пограничная провинция (марка) на востоке Франкского государства Меровингов, основанная франкским королём Дагобертом I (ок. 608—639) после того, как его войска в 631 году потерпели поражение от славянской конфедерации Само в битве при Вогастисбурге. Была воссоздана в Каролингской империи, и герцоги Тюрингии назначались королём, пока она не была поглощена саксонскими герцогами в 908 году. Примерно с 1111/1112 года территорией управляли ландграфы Тюрингии как князья Священной Римской империи.

## История
В период миграции народов после падения империи гуннов в Центральной Европе в середине V века на территории герцогства возникло Королевство Тюрингия. Разгромленные в битве при Недао около 454 года гунны бежали в Северное Причерноморье.
Первым известным тюрингским королём был Бизин (около 500 г.), который правил обширными владениями, простиравшимися за рекой Майн на юге. Его сын и преемник Герменефред женился на Амалаберге, племяннице остготского короля Теодериха Великого. Такие браки способствовали укреплению мирных отношений между монархами франков и остготов, предотвращали угрозу вторжений во владения друг друга. Однако после смерти Теодериха в 526 году остготы воспользовались случаем, чтобы вторгнуться в земли Тюрингии и, наконец, одержали победу в битве 531 года на реке Унструт. Король Реймса Теодорих заманил Герменефреда в ловушку в Цюльпихе (Толбиак), где последний король Тюрингии был убит. Его племянница принцесса Радегунда была похищена королем Хлотарем I и умерла на чужбине в 586 году.
Тюрингенское королевство было расколото: территория к северу от горного хребта Гарц была заселена саксонскими племенами, а франки двинулись в южные части по реке Майн. Владения к востоку от реки Зале вышли из-под контроля франков и были захвачены полабскими славянами.
Первым упомянутым в документах герцогом (dux) меровингской Тюрингии был местный дворянин Радульф, назначенный королем Дагобертом I в начале 630-х годов. Радульф смог защитить франкскую границу вдоль реки Заале на востоке от славянских вторжений. Однако, согласно «Хроникам Фредегара», в 641/642 году его победы «вскружили ему голову» (то есть заставили его гордиться), и он вступил в союз с Само и восстал против преемника Дагоберта, короля Сигиберта III, даже зайдя так далеко, что объявил себя король (rex) Тюрингии. Предпринятая против него карательная экспедиция во главе с майордомом Австразии Гримоальдом в конечном итоге потерпела неудачу, и Радульф смог сохранить свое полуавтономное положение. Его преемники из местной герцогской династии, Хеденены, поддерживали миссионерскую деятельность в герцогстве, но, похоже, потеряли свою власть в Тюрингии после прихода к власти Пиппинидов в начале VIII века. Конфликт с Карлом Мартеллом около 717—719 годов положил конец автономии.
В 849 году восточная часть Тюрингии была организована как Лаймс Сорабикус, или Сорбская марка, и передана под власть герцога по имени Тахульф. В «Фульдских анналах» его титул — dux Sorabici limitis, «герцог сорбской границы», но он и его преемники были широко известны как duces Thuringorum, «герцоги тюрингские», поскольку они приступили к установлению своей власти над старым герцогством. После смерти Тахульфа в 873 году сорбы подняли восстание, и ему наследовал его сын Ратольф. В 880 году король Людовик заменил Ратольфа Поппо II, возможно, его родственником. Поппо спровоцировал войну с Саксонией в 882 году, а в 883 году он и Эгино вели войну за контроль над Тюрингией, в которой последний одержал победу. Эгино умер в 886 году, и Поппо возобновил командование. В 892 году король Арнульф Каринтийский заменил Поппо II Конрадом Старшим. Это был акт покровительства со стороны короля, поскольку дом Конрада, Конрадины, вскоре враждовал с домом Поппо, Бабенбергами. Однако правление Конрада было недолгим, возможно, потому, что ему не хватало местной поддержки. Его сменил Бурхард, чей титул в 903 году был marchio Turinionum — «маркграф тюрингов». Бурхарду пришлось защищать Тюрингию от вторжений мадьяр. Он потерпел поражение и 3 августа 908 года погиб в сражении при Эйзенахе вместе с графом Баданахгау Эгино II и епископом Вюрцбурга Рудольфом I. Он был последним зарегистрированным герцогом Тюрингии. Герцогство было самым маленьким из так называемых «младших родовых герцогств» и было поглощено Саксонией после смерти Бурхарда, когда сыновья Бурхарда были окончательно изгнаны герцогом Генрихом I Птицеловом в 913 году. Тюрингцы оставались отдельным народом, и в средние века их земля была организована как ландграфство.